# 锡蒂乌-杜金图
锡蒂乌-杜金图是巴西巴伊亚州的一个市镇。总面积651.958平方公里，总人口20664人，人口密度31.7人/平方公里。